# No Mercy 2007
No Mercy 2007 è stata la decima edizione dell'omonimo evento in pay-per-view prodotto dalla WWE, svoltosi il 7 ottobre 2007 alla Allstate Arena in Rosemont.

## Storyline
Il 16 settembre, a Unforgiven, Randy Orton affrontò nuovamente John Cena per il WWE Championship ma lo sconfisse solamente per squalifica (e senza quindi conquistare il titolo come da regolamento). Un Last Man Standing match tra i due con in palio il titolo fu quindi sancito per No Mercy dall'assistente esecutivo di Raw, Jonathan Coachman. Nella puntata di Raw del 1º ottobre Cena riportò tuttavia un legittimo strappo al grande pettorale dopo che difese con successo la cintura contro Mr. Kennedy, e fu dunque costretto a rendere vacante il WWE Championship per sottoporsi ad un intervento chirurgico. Nonostante l'incontro tra Orton e Cena fosse stato cancellato, il Chairman della WWE, Vince McMahon, dichiarò che a No Mercy sarebbe stato comunque incoronato un nuovo campione.
A Unforgiven, Batista vinse un Triple Threat match che comprendeva anche Rey Mysterio e il campione The Great Khali, conquistando così il World Heavyweight Championship per la terza volta. Nella puntata di SmackDown del 21 settembre Khali invocò la sua clausola di rivincita per No Mercy, dove decise di affrontare Batista in un Punjabi Prison match con in palio il titolo.
Nella puntata di ECW del 18 settembre il General Manager dello show, Armando Estrada, annunciò un Elimination Chase match tra Elijah Burke, Tommy Dreamer, Kevin Thorn e Stevie Richards per determinare il primo sfidante all'ECW Championship di CM Punk. Dopo una lunga serie di incontri, Dreamer sconfisse Burke nel match finale della puntata di ECW del 2 ottobre, ottenendo un match per il titolo di Punk a No Mercy. Subito dopo, Dreamer fu tuttavia costretto da Estrada a mettere in palio la sua opportunità titolata contro Big Daddy V, che poi lo sconfisse per diventare il definitivo primo sfidante all'ECW Championship di Punk per No Mercy.
Nella puntata di Raw del 3 settembre Umaga affrontò, in coppia con Carlito, il rientrante Triple H in un 2-on-1 Handicap match dove fu poi quest'ultimo a prevalere per squalifica. Al termine dell'incontro, Triple H attaccò brutalmente Umaga con lo sledgehammer, infortunandolo alla testa (kayfabe). Dopo che tornò in azione, Umaga sfidò Triple H per No Mercy e questi accettò.
A Unforgiven, Candice Michelle difese con successo il Women's Championship contro Beth Phoenix. Nella puntata di Raw del 24 settembre Phoenix e Shelton Benjamin sconfissero Candice e l'Intercontinental Champion Jeff Hardy in un Mixed Tag Team match, dove la stessa Phoenix schienò proprio Candice per vincere la contesa. Un match tra le due con in palio il Women's Championship fu quindi sancito per No Mercy.
Nella puntata di SmackDown del 21 settembre Finlay attaccò brutalmente Rey Mysterio nel backstage mentre questi stava tenendo un'intervista con John "Bradshaw" Layfield. Ciò portò all'annuncio di un match tra i due per No Mercy.

## Evento
L'evento si aprì con il Chairman della WWE, Vince McMahon, e il General Manager di Raw, William Regal, che assegnarono il vacante WWE Championship a Randy Orton, il quale avrebbe dovuto essere il primo sfidante al titolo prima dell'infortunio di John Cena. Dopo che ad Orton fu consegnata la cintura, Triple H interruppe il segmento e sfidò il nuovo campione ad un immediato match per il titolo, con McMahon che acconsentì alla proposta ed ufficializzò l'incontro tra i due.

### Match preliminari
L'opener dello show fu quindi valevole per il WWE Championship tra il campione Randy Orton e lo sfidante Triple H. Una volta iniziata la contesa, Orton tentò di scappare dal ring con il titolo ma Triple H lo attaccò e lo riportò sul quadrato. Dopo un batti e ribatti, Orton eseguì un inverted backbreaker su Triple H e lo schienò, però ottenne solamente un conto di due. Triple H reagì e colpì Orton prima con un superplex e poi con uno spinebuster, che valsero tuttavia solo un conteggio di due. Orton eseguì un hangman ddt sulle corde ai danni di Triple H per poi provare l'RKO, ma quest'ultimo rovesciò la manovra e tentò il Pedigree, senza successo poiché il campione lo atterrò con un back body drop. Dopo essersi liberato dalla figure-four leglock, Orton cercò di colpire Triple H all'angolo però questi si spostò e lo fece collidere di spalla contro un paletto del ring. Triple H schienò Orton con un repentino roll-up per vincere l'incontro e conquistare il titolo per la sesta volta.
Poco dopo andò in scena un impromptu match (non annunciato) che vide Paul London, Brian Kendrick e l'Intercontinental Champion Jeff Hardy contrapposti a Mr. Kennedy e i World Tag Team Champions Lance Cade e Trevor Murdoch. Durante la contesa entrambi i team si portarono in vantaggio l'un l'altro, finché Kendrick non colpì Cade con una flying ddt dalla terza corda. Sia Cade che Kendrick diedero rispettivamente il cambio a Hardy e Murdoch, con il primo che eseguì un neckbreaker sul secondo per poi colpirlo con la Swanton Bomb. Dopo che interruppe il conteggio dello schienamento sul due, Murdoch fu gettato fuori dal ring da London, il quale diventò l'uomo legale insieme a Kennedy. Subito dopo, Kennedy anticipò London e lo schiantò al tappeto con il Green Bay Plunge dalla terza corda, schienandolo per vincere il match insieme a Cade e Murdoch.
Il terzo incontro fu per l'ECW Championship tra il campione CM Punk e lo sfidante Big Daddy V. Per quasi tutta la durata della breve contesa, Big Daddy V sfruttò la propria potenza per dominare Punk, finché quest'ultimo non lo colpì con un missile dropkick per metterlo al tappeto. Ciò causò l'intervento di Matt Striker (manager di Big Daddy V), il quale colpì illegalmente Punk, facendo così squalificare il suo assistito.  

### Match principali
L'incontro successivo, il primo di cartello, fu per il WWE Championship tra il campione Triple H e lo sfidante Umaga. Durante le fasi iniziali, Triple H attaccò Umaga e lo lanciò anche contro dei gradoni d'acciaio, ma quest'ultimo sembrò non risentirne. Triple H eseguì poi uno spinebuster su Umaga e tentò il Pedigree, che fu tuttavia rovesciato in un samoan drop. Umaga fu in pieno controllo della contesa e provò un running hip attack all'angolo, però Triple H si spostò e lo colpì con il Pedigree, schienandolo per mantenere il titolo.
Nel quinto match Finlay affrontò Rey Mysterio. Dopo un veloce batti e ribatti, Mysterio tentò la 619 su Finlay ma questi evitò la manovra e lo schienò con un roll-up, che valse solamente un conto di due. Finlay distrasse poi l'arbitro e provò a colpire Mysterio con lo shillelagh, ma quest'ultimo schivò l'attacco ed eseguì un guillotine leg drop sull'apron ring ai danni dello stesso Finlay. Dopo aver subìto la mossa, Finlay sembrò essersi infortunato, tant'è che l'arbitro decise di porre fine all'incontro con un no-contest, ma ciò fu solo un espediente che permise a Finlay di attaccare poi violentemente Mysterio.
L'incontro seguente fu per il Women's Championship tra la campionessa Candice Michelle e la sfidante Beth Phoenix. Durante le fasi iniziali, Candice si portò in vantaggio su Phoenix dopo l'esecuzione di un dropkick, uno spin kick e un diving crossbody dalla terza corda. Dopo che si liberò dallo schienamento, Phoenix eseguì prima un backbreaker e poi la Glam Slam su Candice per vincere il match e conquistare il titolo femminile per la prima volta.
Poco dopo andò in onda il Punjabi Prison match valevole per il World Heavyweight Championship tra il campione Batista e lo sfidante The Great Khali. Durante le fasi iniziali, Khali atterrò subito Batista con un big boot e tentò di evadere da una della quattro porte della prima gabbia di bambù, però il campione glielo impedì. Batista colpì poi Khali con una spear e cercò anch'egli di uscire da un'altra porta, ma senza successo poiché Khali stesso lo gettò violentemente contro la struttura. Khali strangolò e colpì ripetutamente Batista con una cintura di cuoio per poi tentare la fuga da una terza porta, ma fu tuttavia colpito da una spinebuster del campione. Batista provò poi a scalare la gabbia interna, però Khali lo fece cadere al tappeto e lo intrappolò nella Vise Grip. Khali tentò quindi l'uscita dall'ultima porta disponibile, ma Batista lo sorprese con un colpo basso, lasciando così ad entrambi la scalata delle due gabbie come unica modalità di vittoria. Khali evase dalla struttura interna dopo aver scaraventato Batista sul ring, ma quest'ultimo recuperò incredibilmente terreno lanciandosi dalla cima della prima gabbia verso la seconda, aggrappandosi ad essa. I due si trovarono a pari passo sulla gabbia esterna, ma Batista riuscì a toccare per primo il pavimento, vincendo dunque l'incontro per mantenere il titolo dei pesi massimi.  
Il main event fu il Last Man Standing match per il WWE Championship tra il campione Triple H e lo sfidante Randy Orton. Nelle prime fasi, Orton fu in controllo della contesa, sfruttando il fatto che si trattava del terzo incontro della serata per Triple H, colpendolo poi con back suplex sopra una balaustra all'esterno del ring e gettandolo anche contro dei gradoni d'acciaio. Dopo che si rialzò al conteggio di otto, Triple H eseguì uno spinebuster su Orton all'interno del quadrato, ma quest'ultimo lo colpì tuttavia con un inverted backbreaker per poi strangolarlo con un cavo elettrico. Triple H riuscì a riportarsi in piedi con l'aiuto delle corde al conteggio di nove, però fu immediatamente colpito da Orton con un monitor televisivo. Orton tentò di eseguire un RKO ai danni di Triple H sul tavolo dei commentatori, tuttavia il campione contrattaccò la manovra e lo scaraventò a sua volta attraverso un altro tavolo. Dopo che si rialzò al conteggio di nove, Orton subì uno spinebuster sul pavimento da parte di Triple H, ma anche in questo caso lo sfidante riuscì incredibilmente a rimettersi in piedi all'ultimo. Triple H riportò Orton sul ring e tentò di colpirlo con una sedia, però quest'ultimo lo anticipò e lo schiantò di testa sulla medesima sedia dopo l'esecuzione di un hangman ddt dalle corde. Dopo che entrambi si rialzarono, Orton colpì Triple H con un RKO sulla sedia, aprendogli inoltre una vistosa ferita alla fronte. Il campione si aggrappò alle corde e si riportò in piedi al conto di nove tra l'incredulità generale, ma pochi istanti dopo crollò nuovamente al tappeto. Orton provò il Punt Kick, però Triple H lo bloccò e lo lanciò fuori dal ring con una clothesline per poi tentare il Pedigree, che fallì dopo che Orton lo gettò contro un paletto del quadrato. Orton cercò di colpire Triple H con dei gradoni, ma questi lo sorprese con un colpo basso, dal quale lo stesso Orton si rialzò al conto di nove. Triple H portò poi Orton verso l'area dei telecronisti, dove quest'ultimo lo colpì tuttavia all'improvviso con un RKO sul tavolo di commento. Dopo che Triple H non riuscì a riportarsi in piedi entro il conteggio di dieci, Orton vinse l'incontro e riconquistò il titolo per la seconda volta nella stessa sera.  

## Risultati
| #    | Incontri                                                                                          | Stipulazioni                                               | Durata |
| ---- | ------------------------------------------------------------------------------------------------- | ---------------------------------------------------------- | ------ |
| Dark | Hardcore Holly ha sconfitto Cody Rhodes                                                           | Single match                                               | 05:00  |
| 1    | Triple H ha sconfitto Randy Orton (c)                                                             | Single match per il WWE Championship                       | 11:06  |
| 2    | Mr. Kennedy, Lance Cade e Trevor Murdoch hanno sconfitto Jeff Hardy, Paul London e Brian Kendrick | Six-man tag team match                                     | 08:05  |
| 3    | CM Punk (c) ha sconfitto Big Daddy V (con Matt Striker) per squalifica                            | Single match per l'ECW Championship                        | 01:37  |
| 4    | Triple H (c) ha sconfitto Umaga                                                                   | Single match per il WWE Championship                       | 06:33  |
| 5    | Finlay vs. Rey Mysterio è terminato in no-contest                                                 | Single match                                               | 09:00  |
| 6    | Beth Phoenix ha sconfitto Candice Michelle (c)                                                    | Single match per il WWE Women's Championship               | 04:32  |
| 7    | Batista (c) ha sconfitto The Great Khali (con Ranjin Singh)                                       | Punjabi prison match per il World Heavyweight Championship | 14:47  |
| 8    | Randy Orton ha sconfitto Triple H (c)                                                             | Last man standing match per il WWE Championship            | 20:25  |